# بيرو
بِيرُو (بالإسبانية: Perú) أو البيرو أو رسمياً جمهورية بيرو (بالإسبانية: República del Perú) هي دولة في غرب أمريكا الجنوبية. يحدها من الشمال الإكوادور وكولومبيا ومن الشرق البرازيل ومن الجنوب الشرقي بوليفيا ومن الجنوب تشيلي أما من الغرب فتطل على المحيط الهادئ، وعاصمتها لِيمَا.
كانت منطقة البيرو موطناً لحضارة نورتي شيكو وهي إحدى أقدم الحضارات في العالم وتلتها إمبراطورية الإنكا أكبر دولة في أمريكا ما قبل كولومبوس. احتلت الإمبراطورية الإسبانية المنطقة في القرن السادس عشر وأعلنت تابعة للتاج الإسباني. بعد الاستقلال في عام 1821 شهدت البيرو فترات من الاضطرابات السياسية والأزمات المالية وفترات من الاستقرار والازدهار الاقتصادي.
بيرو جمهورية ديمقراطية تمثيلية مقسمة إلى 25 منطقة. تتنوع جغرافية البلاد من السهول القاحلة عند ساحل المحيط الهادئ إلى قمم جبال الأنديز والغابات الاستوائية في حوض الأمازون. يبلغ مؤشر التنمية البشرية درجات مرتفعة ويصل مستوى الفقر إلى 34 ٪. تتضمن أنشطتها الاقتصادية الرئيسية الزراعة وصيد الأسماك والتعدين والصناعات (النسيج على سبيل المثال).
يبلغ تعداد سكان البيرو 29,500,000 متعددي الأعراق. يضم المزيج العرقي الهنود الأمريكيين والأوروبيين والأفارقة والآسيويين. اللغة الرئيسية المستخدمة هي الإسبانية على الرغم من أن عدداً كبيراً من مواطني بيرو يتحدث كيشوا أو اللغات المحلية الأخرى. هذا الخليط من التقاليد الثقافية أدى إلى تنوع واسع في مجالات مثل الفن والمطبخ والأدب والموسيقى.

## أصل التسمية

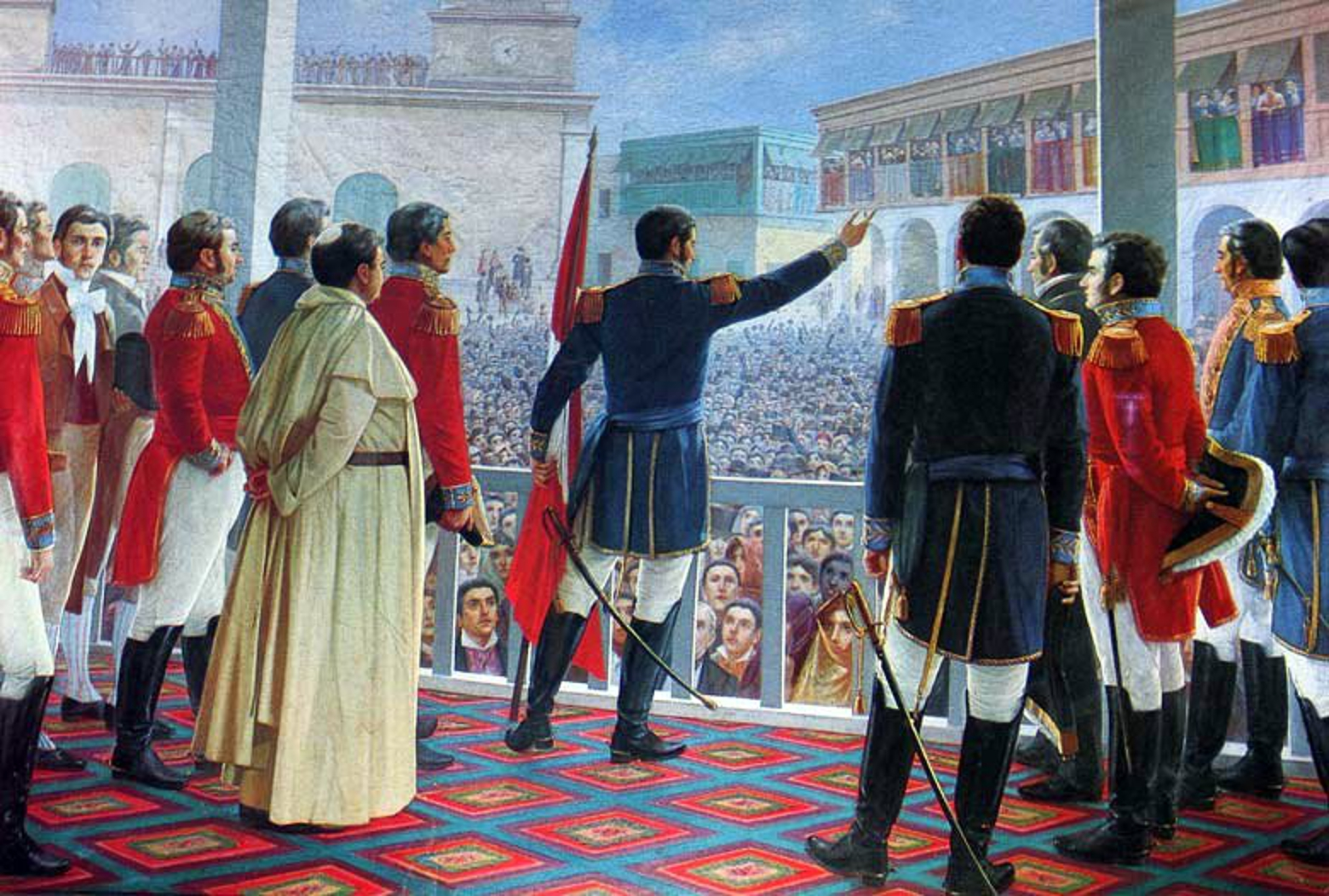
خوسيه دي سان مارتن يعلن استقلال البيرو في 28 يوليو 1821.

تشتق كلمة بيرو (Peru) من كلمة (Birú) وهو اسم حاكم محلي عاش بالقرب من خليج سان ميغيل في بنما في أوائل القرن السادس عشر. عندما زار المستكشفون الإسبان ممتلكاته عام 1522 كانت أقصى جنوب العالم الجديد المعروف حينها للأوروبيين. هكذا عندما استكشف فرانسيسكو بيزارو المناطق الأبعد إلى الجنوب أصبحت تعرف باسم (Birú) بيرو. أضاف التاج الإسباني الصفة الرسمية للتسمية في إعلان توليدو عام 1529 والذي أطلق اسم مقاطعة بيرو (Peru) على أراضي إمبراطورية الإنكا. تحت الحكم الإسباني أطلق على البلاد اسم ولاية بيرو والتي أصبحت جمهورية بيرو بعد حرب الاستقلال البيروفية.

## التاريخ
يرجع أقدم دليل على الوجود البشري في الأراضي البيروفية إلى سنة 10,560 قبل الميلاد. ازدهر أقدم مجتمع متحضر في الأمريكيتين، حضارة نورتي شيكو، على ساحل المحيط الهادي في سنوات ما بين 3000 و1800 قبل الميلاد. تبع ذلك حضارات تاريخية مثل الكابيسنيك والشافيين والباراكاس والموشيكا والنازكا الواري والشيمو. في القرن الخامس عشر، صعدت حضارة الإنكا كدولة قوية، وخلال قرن من الزمن، تمكنت من تشكيل أكبر إمبراطورية في الأمريكيتين في فترة ما قبل قدوم كولومبوس. اعتمدت المجتمعات الأنديزية على الزراعة باستخدام أساليب زراعية مثل الري وسلاسل الدعم؛ كما كانت رعاية الجمال وصيد الأسماك من الأنشطة الهامة التي يقومون بها، كما اعتمدت هذه المجتمعات على تبادل وإعادة توزيع الثروات، حيث أنها لم تكن تعرف المال أو الأسواق في ذلك الوقت.

### نورتي شيكو
حضارة نورتي شيكو (بالإسبانية: Norte Chico) وتعرف أيضاً كارال، وقد نشأت قبل اكتشاف كولومبس لأمريكا، وازدهرت بين القرن الثلاثين قبل الميلاد والقرن الثامن عشر قبل الميلاد.

### إمبراطورية الإنكا (1438-1533)

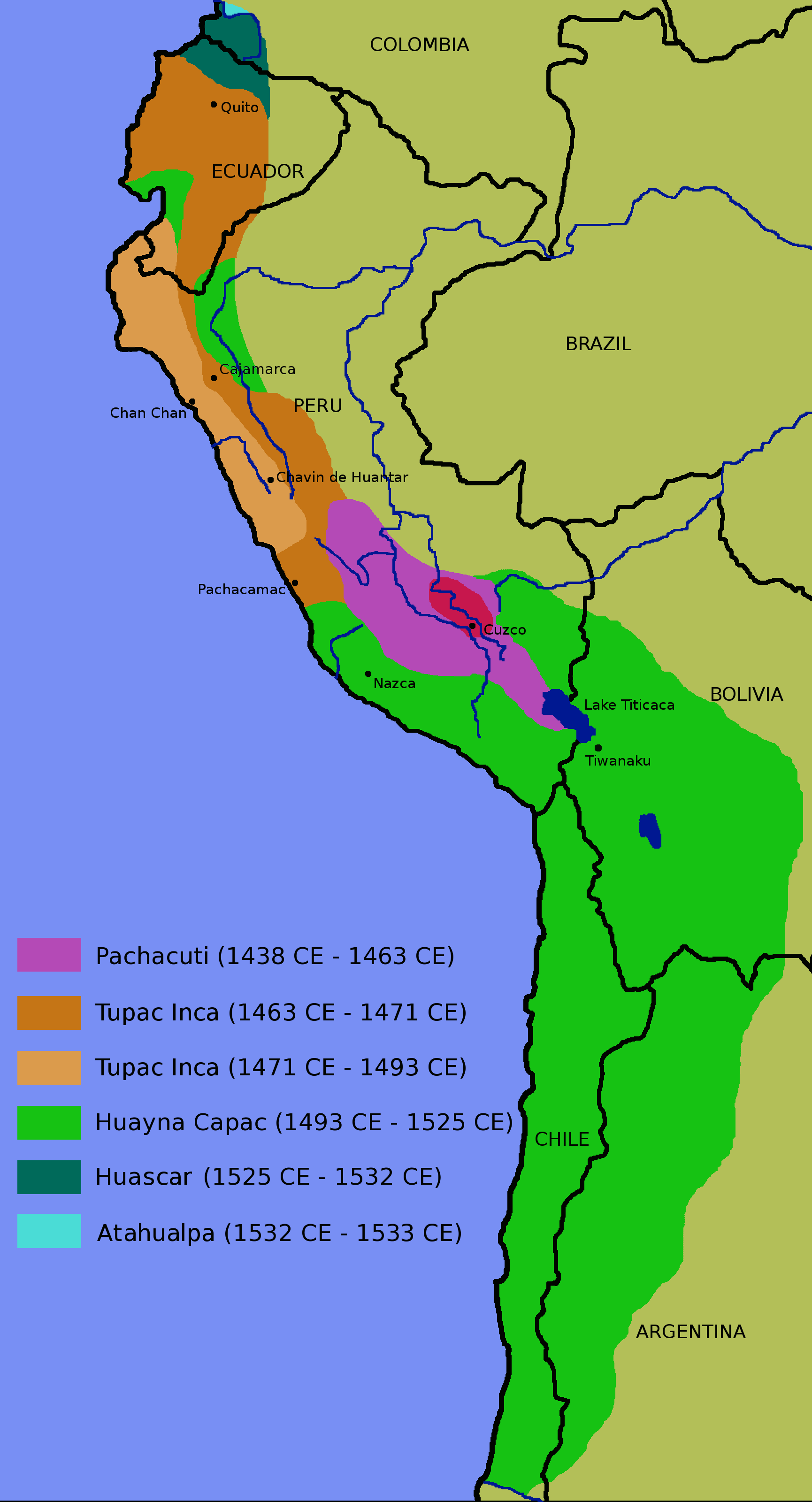
إمبراطورية الإنكا(1438–1527)

إمبراطورية الإنكا (كيشوا Tawantinsuyu، بالأسبانية Imperio incaico) كانت أكبر إمبراطورية في مرحلة ما قبل اكتشاف كولومبوس أمريكا. والمركز السياسي والعسكري والإداري يقع في بيرو وتحديداً في مدينة كوسكو،
في الفترة ما بين 1524 و1526 اكتسح مرض الجدري حضارة الإنكا بعد انتقاله من بنما عبر الغزاة الإسبانيين. أدى ذلك إلى موت حاكم الإنكا واينا كاباك وأغلب أفراد عائلته بالإضافة إلى وريثه، وهو ما أدى إلى انهيار نظام الإنكا السياسي واندلاع الحرب الأهلية بين الأخوين أتوالبا وواسكار.

### الغزو الإسباني

ماتشو بيتشو من عجائب الدنيا السبع الجديدة

تمكنت مجموعة من السكان الأصليين والكونكويستادور بقيادة فرانسيسكو بيسارو من هزيمة وأسر إمبراطور الإنكا أتاوالبا. طلب فرانسيسكو فدية من الذهب والفضة مقابل الإفراج عن أتاوالبا، ومع أنه تم تسليمه غرفة من الذهب وغرفتين من الفضة، إلا أن فرانسيسكو نكث العهد وقام بإعدام أتاوالبا، وهو ما مكنه من احتلال إمبراطورية الإنكا وفرض الحكم الإسباني. بعد مرور عشر سنوات، قام التاج الإسباني بإنشاء «ممثلية التاج الإسباني في بيرو» التي تضمنت جميع مستعمرات إسبانيا في أمريكا الجنوبية. قام ممثل التاج الإسباني فرانسيسكو دي توليدو بإعادة تنظيم الدولة خلال السبعينيات من القرن السادس عشر، فقد اعتمد على إجبار الأمريكيين الأصليين على العمل، حيث كان استخراج الفضة النشاط الاقتصادي الرئيس في البلاد.
وفر استخراج المعادن الثمينة عائدات للتاج الأسباني، ما أدى إلى إنشاء شبكة معقدة لتجارتها امتدت إلى أوروبا الفلبين. خلال القرن الثامن عشر، أدى انخفاض إنتاج الفضة والتنوع الاقتصادي في بيرو إلى انخفاض عائدات إسبانيا بشكل كبير، وهو ما دفع إسبانيا إلى سن إصلاحات بوربون التي تكونت من مجموعة من القوانين التي زادت من الضرائب وقسمت ممثلية التاج الإسباني في بيرو. أدى ذلك إلى إشعال ثورة توباك أمارو الثاني وثورات أخرى، إلا أن الإسبان تمكنوا من هزيمتهم.

### الاستقلال
خلال أوائل القرن التاسع عشر، ظلت بيرو موالية للحكم الإسباني مع أن حروب الاستقلال اكتسحت أمريكا الجنوبية. نظرا لتردد النخبة البيروفية في الاختيار ما بين الاستقلال أو الولاء للملكية الإسبانية، لم يتحقق الاستقلال إلا بعد الحملات العسكرية التي شنها خوسيه دي سان مارتان وسيمون بوليفار. خلال السنوات الأولى للجمهورية، أدت الصراعات المستمرة على السلطة بين القادة العسكريين إلى عدم الاستقرار السياسي، وخلال هذه الفترة، تشكلت الهوية الوطنية للبيرو التي شهدت فشل مشاريع بوليفار لإنشاء اتحاد جنوب أمريكي، وانهيار الوحدة ما بين بوليفيا والبيرو بعد إنشائها بفترة قصيرة. تمتعت بيرو بفترة من الاستقرار في ظل رئاسة رامون كاستيلاما بين الأربعينيات والستينيات من القرن التاسع عشر نتيجة زيادة إيرادات الدولة من صادرات ذرق الطيور، إلا أنه مع بداية السبعينيات من القرن التاسع عشر، تم تبذير هذه الموارد وأصبحت الدولة مديونة بشكل كبير، وتزايد الاقتتال السياسي الداخلي.

### العصور الحديثة
تمكنت تشيلي من هزيمة البيرو خلال حرب المحيط الهادئ (1879-1884) التي وقعت ما بين 1879-1883، وهو ما أدى إلى خسارة البيرو لمقاطعتي تاراباكا وأريكا وفقا لمعاهدة ليما ومعاهدة وأريكا. خلال احتلال تشيلي للبيرو، قامت السلطات التشيلية بتحويل جامعة سان ماركوس الوطنية وقصر المعارض إلى ثكنات عسكرية، كما داهمت كليات الطب والمؤسسات التعليمية الأخرى، وعبثت بمحتويات المكتبة الوطنية البيروفية وقامت بنقل الآلاف من الكتب (بما في ذلك العديد من المجلدات والكتب التي ترجع إلى قرون مضت) بالإضافة إلى رأس المال إلى سانتياغو، كما نقلت مجموعة من الآثار والأعمال الفنية التي كانت تزين المدينة. بعد انتهاء الحرب، حدثت نزاعات داخلية تبعتها فترة من الاستقرار استمرت حتى بداية نظام أوغوستو ليجويا الاستبدادي. تسبب الكساد الكبير بسقوط ليجويا، وتجدد الاضطراب السياسي، وظهور التحالف الشعبي الثوري الأميركي (أبرا)، حيث تمحورت السياسية البيروفية على مدى العقود الثلاثة التالية حول التنافس بين (أبرا) وتحالف من النخبة العسكرية والسياسية في البيرو.
في عام 1968، قامت القوات المسلحة، بقيادة الجنرال هوان فيلاسكو ألفارادو، بالانقلاب ضد الرئيس فرناندو بيلوندي. قام النظام الجديد بإصلاحات جذرية تهدف إلى تعزيز التنمية، ولكنه فشل في كسب تأييد واسع النطاق. في عام 1975، تم استبدال فيلاسكو بالقوة من قبل الجنرال فرانسيسكو موراليس بيرمودز الذي قام بإيقاف الإصلاحات وأشرف على إعادة الديمقراطية.
خلال الثمانينيات من القرن العشرين، واجهت البيرو ديونا خارجية كبيرة وتزايدا في معدلات التضخم وطفرة في تهريب المخدرات وعنفا سياسيا هائلا، وقد لقي 70,000 شخصا مصرعهم خلال الصراع بين قوى الدولة وعصابات الشيوعيين الماوية. أثناء رئاسة ألبرتو فوجيموري (1990-2000)، بدأت الدولة بالتعافي، ولكن الاتهامات بالاستبداد والفساد وانتهاك حقوق الإنسان اضطرت فوجيموري إلى تقديم استقالته بعد انتخابات عام 2000 المثيرة للجدل. ومنذ نهاية نظام فوجيموري وبيرو تحاول محاربة الفساد مع الحفاظ على النمو الاقتصادي؛ وقد تولى الرئيس آلن غارسيا رئاسة الدولة منذ عام 2006.

## الحكومة

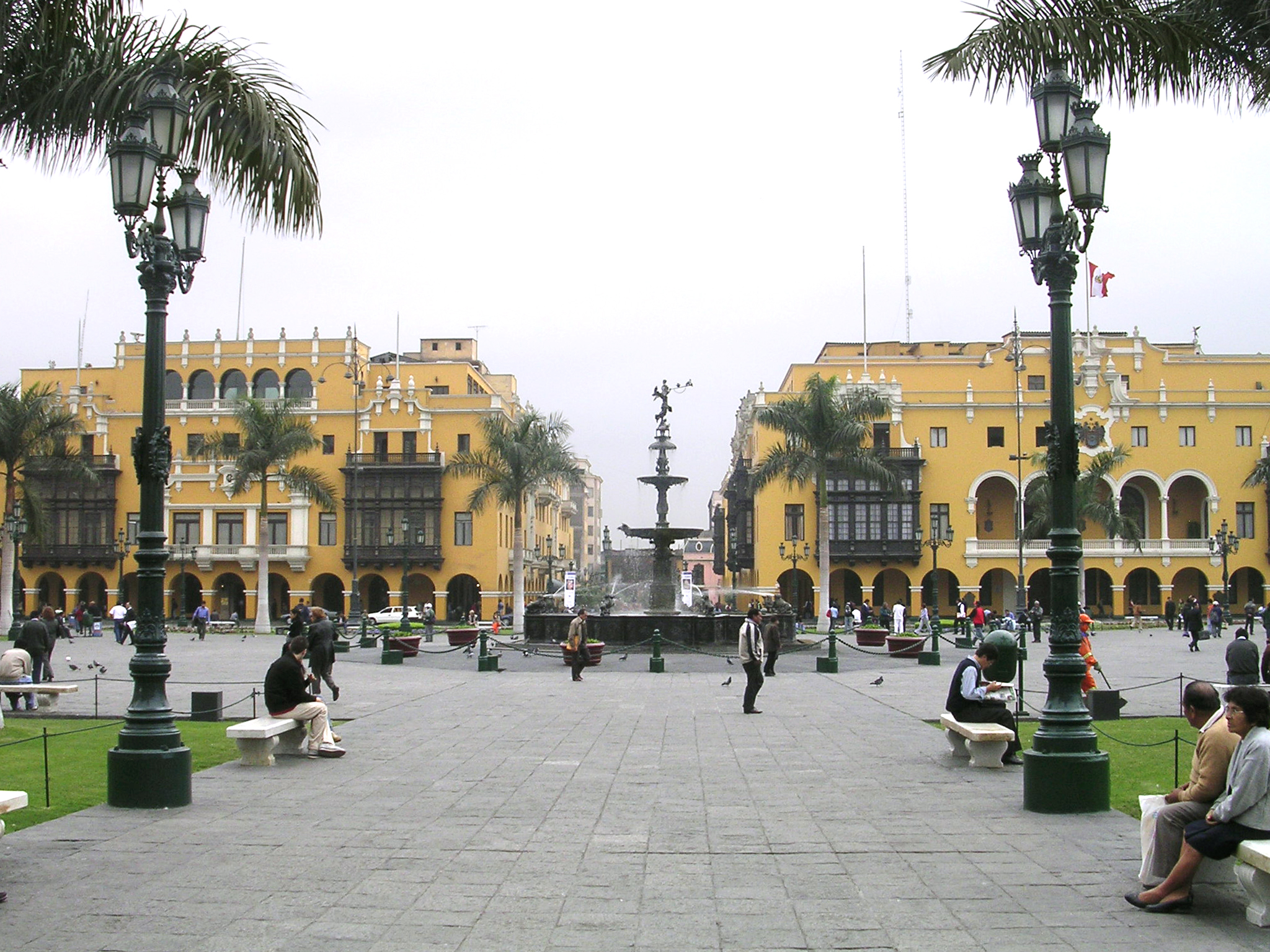
مركز ليما التاريخي مدرج على قائمة اليونسكو للتراث العالمي وهو مركز الحكومــة منذ عام 1535.

بيرو جمهورية رئاسية ديمقراطية تمثيلية. بموجب الدستور الحالي فإن رئيس الجمهورية هو قائد الدولة والحكومة. ينتخب الرئيس لمدة خمس سنوات ولا يمكن إعادة انتخابه مباشرة بعد انتهاء فترته الرئاسية، حيث يجب أن يتنحى لفترة رئاسية دستورية كاملة قبل إعادة انتخابه. يعين الرئيس رئيس الوزراء وبمشورته يعين بقية أعضاء مجلس الوزراء. يتألف البرلمان من مجلس واحد يضم 120 عضواً منتخبين لولاية مدتها 5 سنوات. يمكن اقتراح القوانين من طرف الهيئات التشريعية أو التنفيذية وتعتمد هذه التشريعات بعد تمريرها من طرف الكونغرس وتصديقها من طرف الرئيس. السلطة القضائية مستقلة، رغم أن التدخل السياسي في الشؤون القضائية معروف عبر تاريخ البلاد ولايزال محط جدل إلى اليوم.
تنتخب الحكومية البيروفية مباشرة والتصويت إلزامي لجميع المواطنين الذين تتراوح أعمارهم بين 18-70. عقدت انتخابات في عام 2006 وانتهت بفوز المرشح الرئاسي آلن غارسيا من الجولة الثانية عن حزب أبريستا البيروفي (52.6% من الأصوات الصحيحة) على مرشح الاتحاد من أجل البيرو أولانتا هومالا (47.4%). يتألف الكونغرس الحالي من حزب أبريستا البيروفي (36 مقعداً) والحزب الوطني البيروفي (23 مقعداً) والاتحاد من أجل بيرو (19 مقعداً) والوحدة الوطنية (15 مقعداً) وتحالف فوجيموريستا من أجل المستقبل (13 مقعداً) والمجموعة البرلمانية (9 مقاعد) والمجموعة البرلمانية الديمقراطية الخاصة (5 مقاعد).
تجمع الحكومة البيروفية والكنيسة الكاثوليكية روابط وثيقة. المادة 50 من الدستور تعترف بدور الكنيسة الكاثوليكية بأنها «عنصر مهم في التطور التاريخي والثقافي والأخلاقي للأمة.» يتلقى رجال الدين الكاثوليك رواتب من الدولة بالإضافة إلى مستحقاتهم من الكنيسة. ينطبق هذا الأمر على الأساقفة 52 في البلاد فضلاً عن بعض الكهنة الذين تقع أبرشياتهم في المدن والقرى على طول الحدود. بالإضافة إلى ذلك تحصل كل أبرشية على إعانة شهرية من الحكومة. وقع اتفاق مع الفاتيكان في عام 1980 منح الكنيسة الكاثوليكية مقاماً خاصاً في بيرو. تتلقى الكنيسة الكاثوليكية معاملة تفضيلية في مجالات التعليم والمزايا الضريبية وهجرة العمال الدينيين ومجالات أخرى وفقاً للاتفاق.
تسود علاقات بيرو الخارجية مع جيرانها النزاعات الحدودية، ومعظمها تمت تسويتها خلال القرن 20. لا يزال هناك خلاف مستمر مع تشيلي على الحدود البحرية في المحيط الهادئ. بيرو عضو نشط في تكتلات إقليمية عديدة وهي أحد مؤسسي مجموعة دول الأنديز. كما أنها أيضاً أحد المشاركين في المنظمات الدولية مثل منظمة البلدان الأمريكية والأمم المتحدة. يتألف الجيش البيروفي من الجيش والبحرية والقوات الجوية. تتمثل مهمتها الرئيسية في الحفاظ على استقلال وسيادة وسلامة أراضي البلاد. القوات المسلحة تابعة لوزارة الدفاع ورئيس البلاد هو القائد الأعلى للقوات المسلحة. تم إلغاء الخدمة العسكرية الإجبارية في عام 1999 وحلت محلها الخدمة العسكرية الطوعية.

## التقسيم الإداري

أقاليم البيرو

أقاليم  (بالإسبانية: regiones) البيرو هي المستوى الإداري الأول في البيرو. وهي تتكون من 25 إقليم وبالإضافة إلى محافظة ليما. بعد الاستقلال في عام 1821، كانت البيرو مقسمة إلى إدارات (بالإسبانية: departamentos) وأدى هذا إلى زيادة القوة السياسية والاقتصادية للعاصمة ليما. بعد عدة محاولات غير ناجحة للتخلص من المركزية أصبح الشكل القانوني للأقاليم رسمياً ويتم انتخاب الحكومة الإقليمية لإدارة «الإدارات» في العشرين من نوفمبر عام 2002 حتى يتم صهرها في أقاليم حقيقية.
تحت الترتيب الجديد الإدارات السابقة الأربعة والعشرين بالإضافة إلى محافظة كالاو أصبح لها حدود إقليمية. تم استثناء محافظة ليما من هذه العملية ولم تضم إلى أي إقليم. على العكس من الإدارات السابقة تمتلك الأقاليم حكومة منتخبة وتمتلك مسؤوليات واسعة ضمن صلاحياتها. لازالت عملية نقل الأعمال من الحكومة المركزية إلى الأقاليم تحت قانون 2002 للتنظيم الحكومة الإقليمية (بالإسبانية: Ley Orgánica de Gobiernos Regionales) جارية. في استفتاء عام 2005 فشلت عملية دمج عدة أقاليم للحصول على الأصوات المطلوبة لإتمام عملية الدمج.
حسب القانون التنظيمي للحكومات الإقليمية مسؤوليات الأقاليم تشمل خطط تطوير الأقاليم، و تنفيذ المشاريع الاستثمارية العامة، و الترويج للفعاليات الاقتصادية، و إدارة الممتلكات العامة. وتتكون حكومة الإقليم من رئيس ومجلس ينتخب لفترة أربع سنوات بالإضافة هناك مجلس التنسيق الإقليمي مكون من عمدة محافظ وممثلين من المجتمع المدني. رئيس الإقليم هو رأس الحكومة ووظائفه تشمل اقتراح وتطبيق الميزانية، و تعيين المسؤولين الحكوميين، و إصدار القرارات والمراسيم، و تنفيذ خطط وبرامج الإقليم، و إدارة ممتلكات الإقليم. مجلس الإقليم يناقش ويصوت على القوانين المقترحة من قبل رئيس الإقليم وكذلك يراقب كل المسؤولين الرسميين في الإقليم، كما له صلاحية عزل الرئيس ونائبه وأي عضو مجلس من مكتبه. مجلس التنسيق الإقليمي له دور استشاري في مواضيع الميزانية والخطط وليس له دور تنفيذي أو تشريعي.
| الأقليم             | العاصمة          | المساحة (كم²) | تعداد السكان | الكثافة السكانية (/كم²) |
| ------------------- | ---------------- | ------------- | ------------ | ----------------------- |
| إقليم أمازوناس      | تشاتشابويس       | 39,249        | 389,700      | 9.9                     |
| إقليم أنكاش         | وراز             | 35,914        | 1,039,415    | 28.9                    |
| إقليم أبوريماك      | أبانكاي          | 20,896        | 418,882      | 20.0                    |
| إقليم أريكيبا       | أريكيبا          | 63,345        | 1,140,810    | 18.0                    |
| إقليم أشاكوتشو      | أشاكوتشو         | 43,815        | 619,338      | 14.1                    |
| إقليم كاخاماركا     | كاخاماركا        | 33,318        | 1,359,023    | 40.8                    |
| إقليم كاياو         | كاياو            | 147           | 810,568      | 5,514.8                 |
| إقليم قوسقو         | قوسقو            | 71,986        | 1,171,503    | 16.3                    |
| إقليم وانكافليكا    | وانكافليكا       | 22,131        | 447,054      | 20.2                    |
| إقليم وانوكو        | وانوكو           | 36,849        | 730,871      | 19.8                    |
| إقليم إيكا          | إيكا             | 21,328        | 665,592      | 31.2                    |
| إقليم خونين         | وانكايو          | 37,667        | 1,091,619    | 29.0                    |
| إقليم لا ليبرتاد    | تروخيو           | 25,500        | 1,539,774    | 60.4                    |
| إقليم لمباييكه      | تشيكلايو         | 14,231        | 1,091,535    | 76.7                    |
| إقليم ليما          | واتشو            | 34,802        | 864,853      | 24.9                    |
| إقليم لوريتو        | إيكيتوس          | 368,852       | 884,144      | 2.4                     |
| إقليم مادري دي ديوس | بويرتو مالدونادو | 85,301        | 92,024       | 1.1                     |
| إقليم موكيغوا       | موكيغوا          | 15,734        | 159,306      | 10.1                    |
| إقليم باسكو         | سيرو دي باسكو    | 25,320        | 266,764      | 10.5                    |
| إقليم بيورا         | بيورا            | 35,892        | 1,630,772    | 45.4                    |
| إقليم بونو          | بونو             | 66,997        | 1,245,508    | 18.6                    |
| إقليم سان مارتن     | مويوبامبا        | 51,253        | 669,973      | 13.1                    |
| إقليم تاكنا         | تاكنا            | 16,076        | 274,496      | 17.1                    |
| إقليم تومبيس        | تومبيس           | 4,046         | 191,713      | 47.4                    |
| إقليم أوكايالي      | بوكالبا          | 101,831       | 402,445      | 4.0                     |

## الجغرافيا

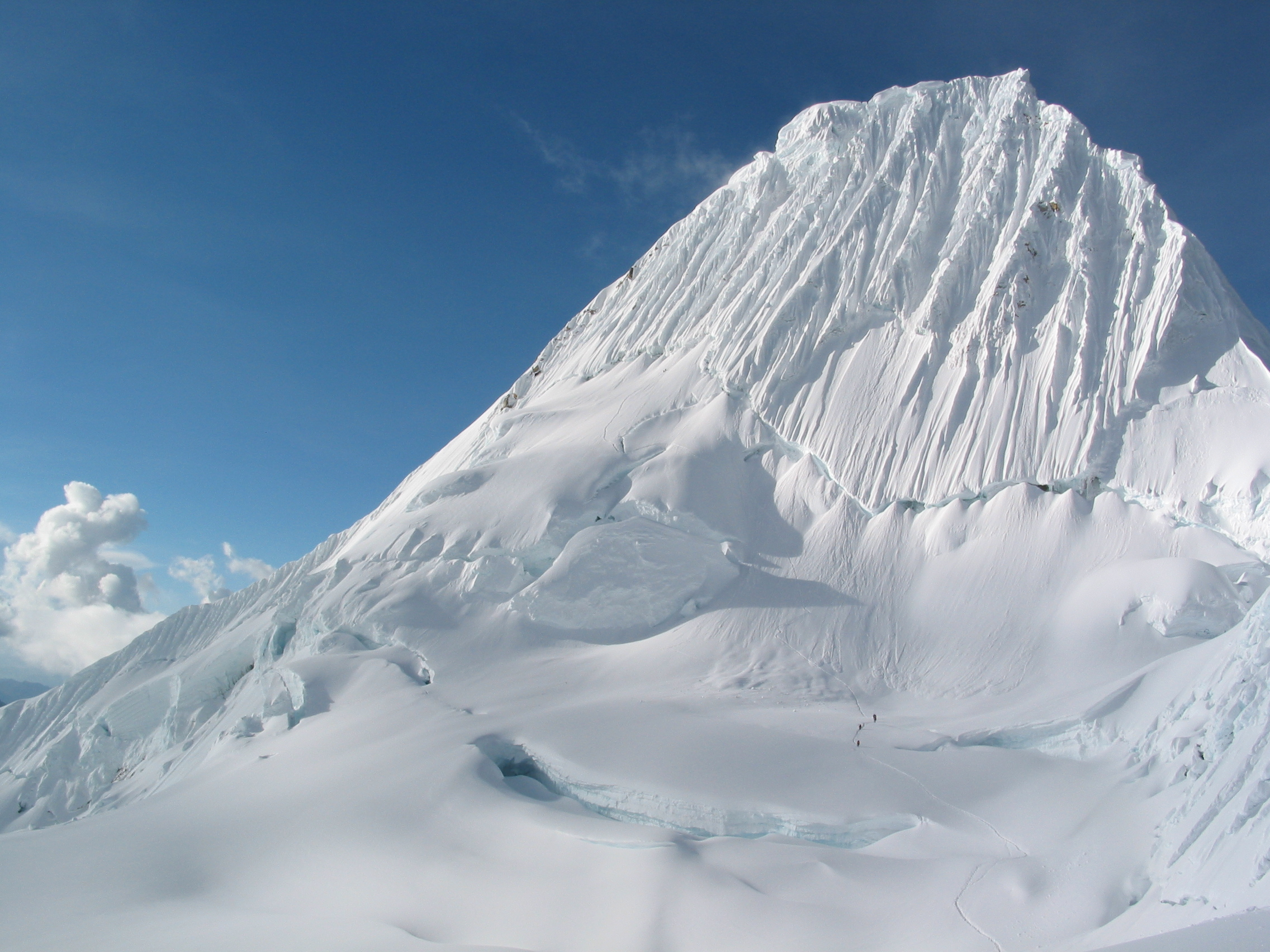
قمة جبل ألبامايو في منتزه هوسكاران الوطني في انكاش، وهي على قائمة اليونسكو للتراث العالمي

تبلغ مساحة بيرو 1,285,220 كم2 (496,226 ميل مربع).[بحاجة لمصدر] يحد البلاد من الشمال كل من الإكوادور وكولومبيا ومن الشرق البرازيل أما من الجنوب الشرقي بوليفيا وتشيلي من الجنوب وتطل على المحيط الهادئ من الغرب.
تسير جبال الأنديز محاذية للمحيط الهادئ وتقسم البلاد إلى ثلاث مناطق جغرافية. الساحل إلى الغرب وهو سهل ضيق وقاحل إلى حد كبير فيما عدا الأودية الناجمة عن الأنهار الموسمية. المرتفعات وهي منطقة جبال الأنديز وتضم هضبة ألتيبلانو فضلاً عن أعلى قمة في البلد هوسكاران بارتفاع 6768 م (22205 قدم). المنطقة الثالثة هي منطقة الغابات وهي فسحة واسعة من الأرض المنبسطة التي تغطيها غابات الأمازون المطيرة الممتدة شرقاً. يقع حوالي 60% من مساحة البلاد ضمن هذه المنطقة (70 مليون هكتار/ 172,973,767 فدان أو 700,000 كم2/ 270,272 ميل مربع) مما يعطي البيرو رابع أكبر مساحة من الغابات المدارية في العالم بعد البرازيل وجمهورية الكونغو الديمقراطية وإندونيسيا.
تنشأ معظم أنهار بيرو في قمم جبال الأنديز وتصب في أحد ثلاثة أحواض. ما يصب في المحيط الهادئ عميق وقصير ويتدفق بشكل متقطع فقط. روافد نهر الأمازون أطول وتتدفق أكثر من ذلك بكثير وهي أقل عمقاً بمجرد خروجها من المرتفعات. أما الأنهار التي تصب في بحيرة تيتيكاكا فقصيرة عموماً وذات تدفق كبير. أطول أنهار البيرو هي أوكايالي ومارانيون وبوتومايو ويافاري وهوالاغا وأوروبامبا ومانتارو والأمازون.
لا تمتلك البيرو وعلى عكس غيرها من البلدان الاستوائية مناخاً مدارياً خاصاً. تلعب جبال الأنديز وتيار همبولت دوراً هاماً في التنوع المناخي الكبير في البلد. يمتلك الساحل درجات حرارة معتدلة وأمطار منخفضة ورطوبة عالية باستثناء المناطق الشمالية الأكثر دفئاً ورطوبة. في المرتفعات يغلب المطر في الصيف وتقل درجات الحرارة والرطوبة مع الارتفاع وصولاً إلى قمم جبال الأنديز المجمدة. تتميز مناطق الغابات بهطول الأمطار الغزيرة وارتفاع درجات الحرارة عدا جانبها الجنوبي البارد شتاء وذو الأمطار الموسمية. بسبب تنوع جغرافيتها ومناخها، تمتلك بيرو تنوعاً حيوياً عالياً بوجود 21,462 نوعا من النباتات والحيوانات حسب تقارير عام 2003 ومنها 5855 أصله البيرو. أنشأت الحكومة البيروفية العديد من المناطق المحمية من أجل الحفاظ عليها.

## الاقتصاد

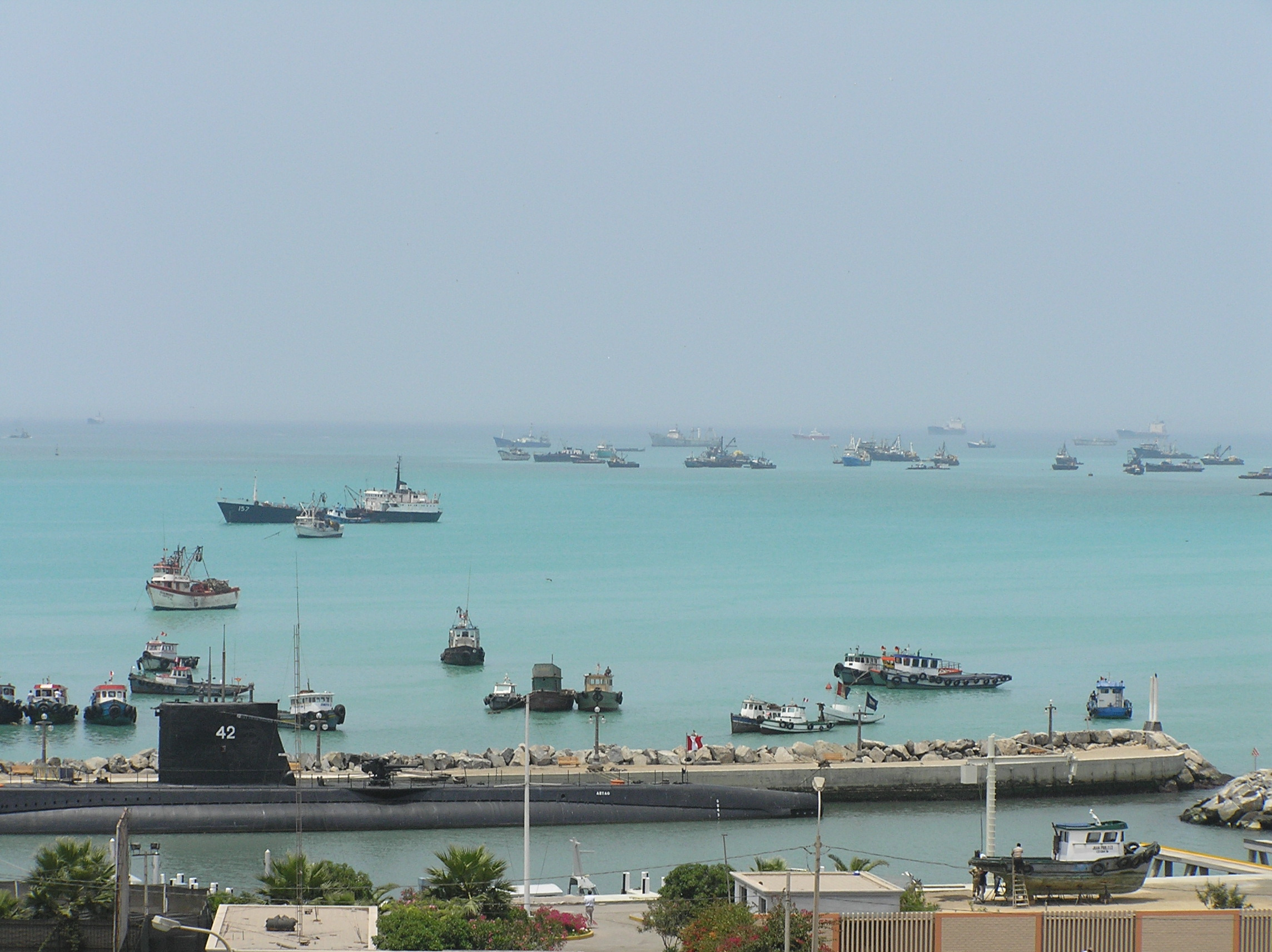
ميناء كالاو يعد ميناء التصدير الرئيسي للبلاد

يصنف اقتصاد بيرو 43 عالمياً. شهد اقتصاد بيرو نمواً كبيراً في السنوات الـ 15 الماضية. حيث تعتبر البلاد إحدى الأسواق الناشئة وفقاً لمورغان ستانلي كابيتال انترناشيونال بسبب الاستقرار السياسي والاقتصادي وتحسين شروط التجارة والاستثمار وارتفاع الاستهلاك. تنوع الاقتصاد في تزايد مستمر إلا أنها لا تزال تعتمد على تصدير السلع. تتمركز التجارة والصناعات في ليما ولكن الصادرات الزراعية خلقت التنمية في جميع المناطق. اعتباراً من عام 2010 بلغ نصيب الفرد من الناتج المحلي الإجمالي في تعادل القدرة الشرائية تقريباً 10,000 $. مؤشر التنمية البشرية مرتفع في البيرو ليسجل 0.806 وفقاً لتقرير عام 2008.
تباينت السياسات الاقتصادية للبلاد على نطاق واسع على مدى العقود الماضية. أجرت حكومة خوان فيلاسكو ألفادارو 1968-1975 إصلاحات جذرية شملت الإصلاح الزراعي وتأميم الشركات الأجنبية وإدخال نظام التخطيط الاقتصادي وخلق شريحة واسعة مملوكة للدولة. فشلت هذه التدابير في تحقيق أهدافها من إعادة توزيع الدخل وإنهاء الاعتماد الاقتصادي على الدول المتقدمة.
على الرغم من هذه النتائج السلبية لم تعكس معظم هذه الإصلاحات حتى التسعينات عندما قامت الحكومة الليبرالية بقيادة ألبرتو فوجيموري بإنهاء الرقابة على الأسعار والحمائية والقيود المفروضة على الاستثمار الأجنبي المباشر ومعظم ملكية الدولة للشركات. سمحت الإصلاحات بنمو اقتصادي مطرد منذ عام 1993 باستثناء التراجع بعد الأزمة المالية الآسيوية عام 1997.
تشكل الخدمات نسبة 53% من الناتج المحلي الإجمالي في بيرو وتليها الصناعات (22.3 ٪) والصناعات الاستخراجية (15 ٪) والضرائب (9.7 ٪). اشتعل النمو الاقتصادي في الآونة الأخيرة بسبب الاستقرار الاقتصاد الكلي وتحسين شروط التبادل التجاري وازدياد الاستثمار وارتفاع الاستهلاك. يتوقع ازدهار التجارة بعد تنفيذ اتفاق التجارة الحرة مع الولايات المتحدة الموقع في 12 أبريل/ نيسان 2006. من الناحية التاريخية ربط الأداء الاقتصادي للبلاد بالصادرات وقد أثبتت قدرتها على توفير العملة الصعبة لتمويل الواردات وسداد الديون الخارجية. رغم أن الصادرات وفرت عائدات كبيرة فإن النمو الذاتي المستمر والتوزيع الأكثر عدلاً للدخل لا يزال بعيد المنال. صادرات بيرو الرئيسية هي النحاس والذهب والزنك والمنسوجات ووجبات الأسماك؛ وشركاؤها التجاريون الرئيسيون هم الولايات المتحدة والصين والبرازيل وتشيلي.

### الزراعة
بيرو بلد متنوع المناخ والسطح مما جعل من بيرو دولة مهمةً زراعياً.وقد أظهرت دراسة ان محاصيل الكوسا، والفول سوداني، والقطن كانت تزرع في بيرو من حوالي 10,000 سنة.
وينمو في بيرو اليوم السلع الزراعية مثل الهليون، البطاطس، الذرة، الأرز، والقهوة. الزراعة في بيرو تستخدم الأسمدة الاصطناعية بدلا من وفرة ذرق الطيور. والذرة في بيرو ليست للتصدير نظرا للإعانات الكبيرة التي تقدمها أوروبا والولايات المتحدة إلى المنتجين عالية التكلفة، ولكن القهوة هي للتصدير. وفي السنوات الأخيرة أصبحت بيرو المصدر الأول في العالم للبن العضوي عالي الجودة.

### المنتجات الزراعية

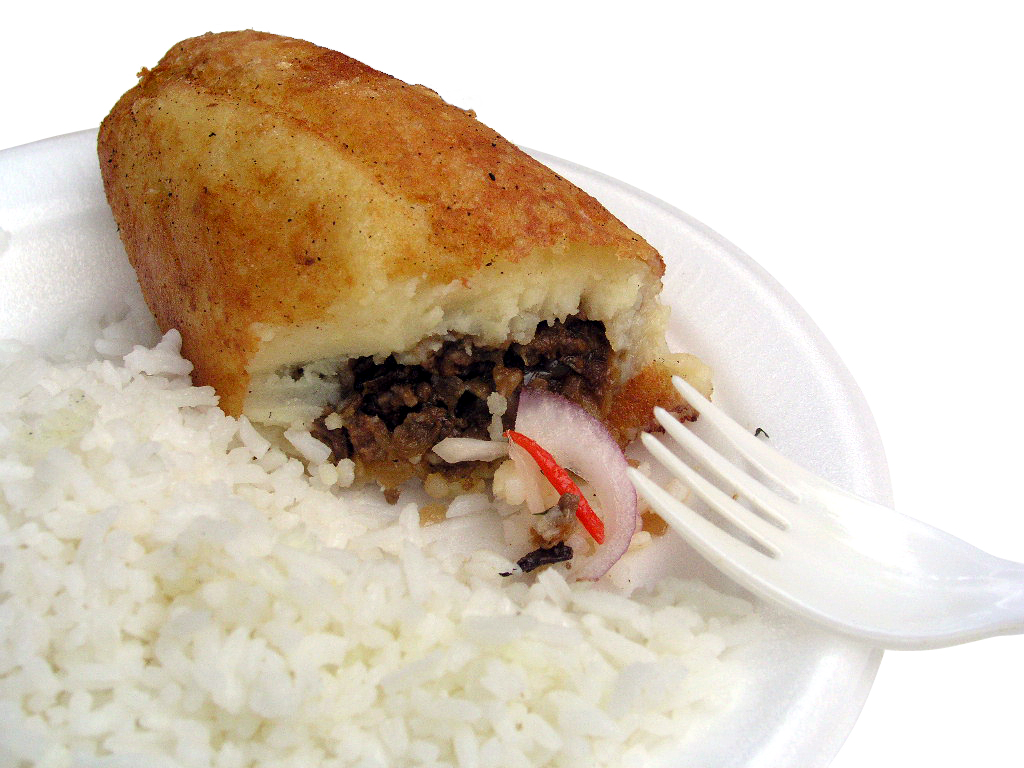
باباس (محشوة البطاطا البيروفية)
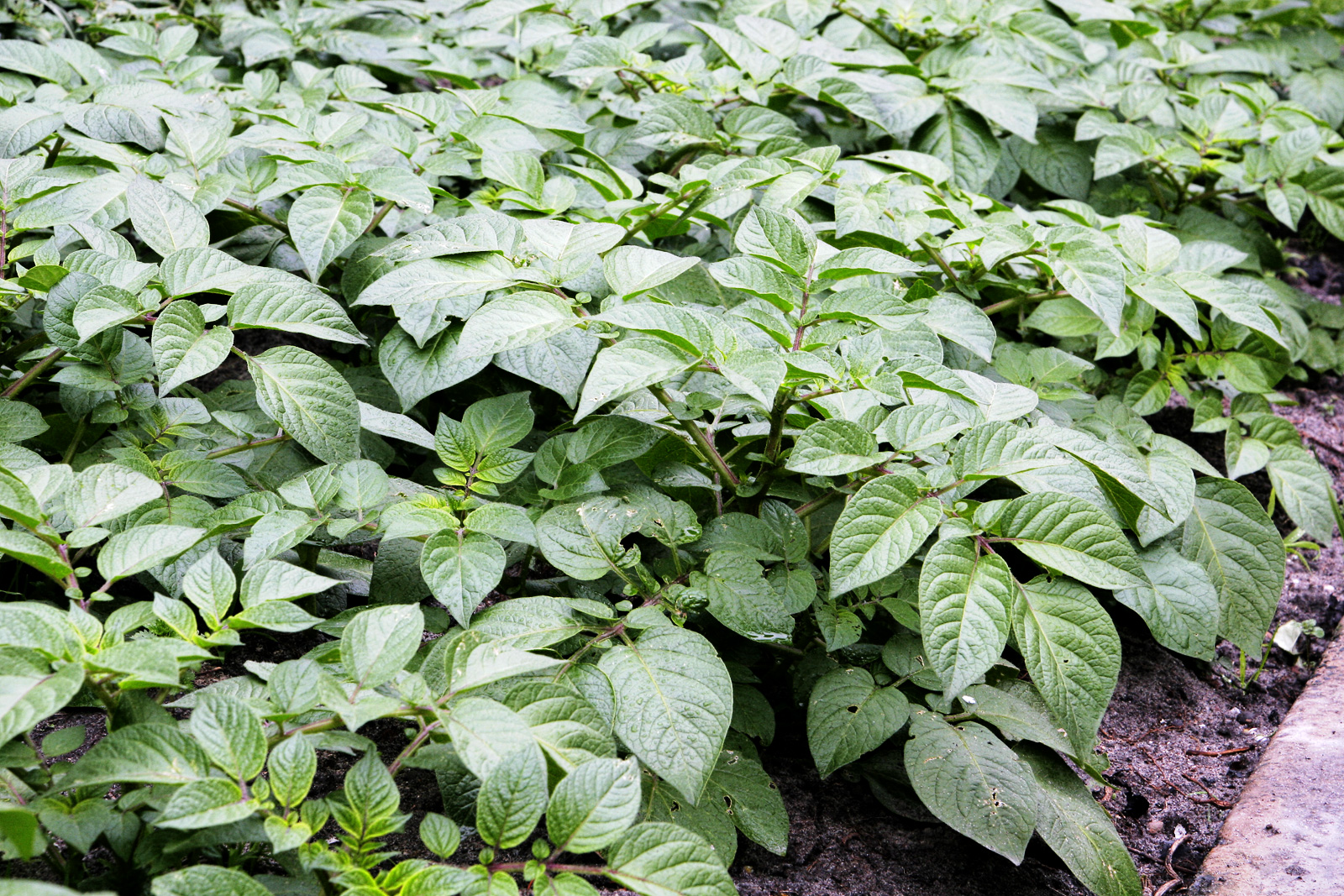
البطاطس
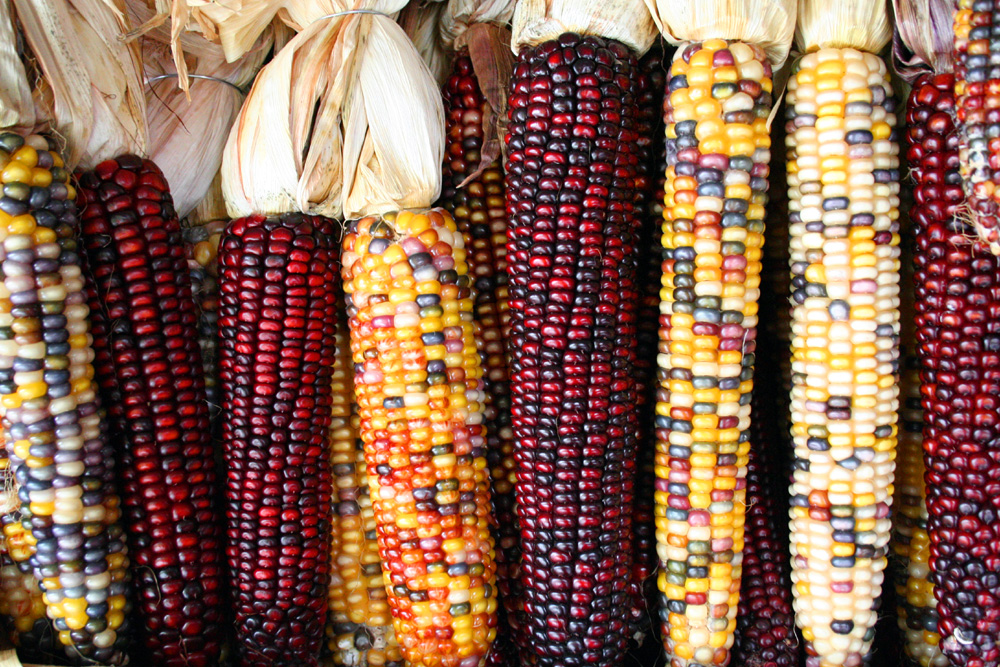
الذرة
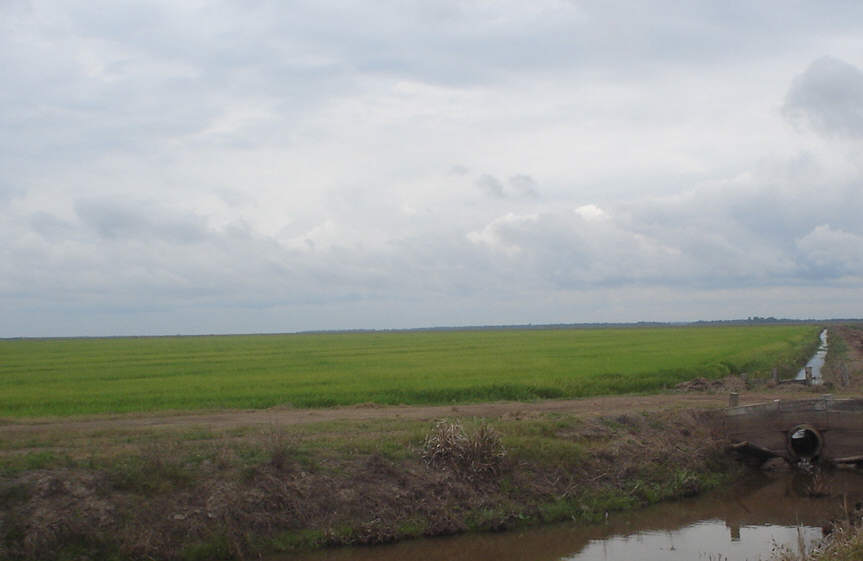
حقل الأرز
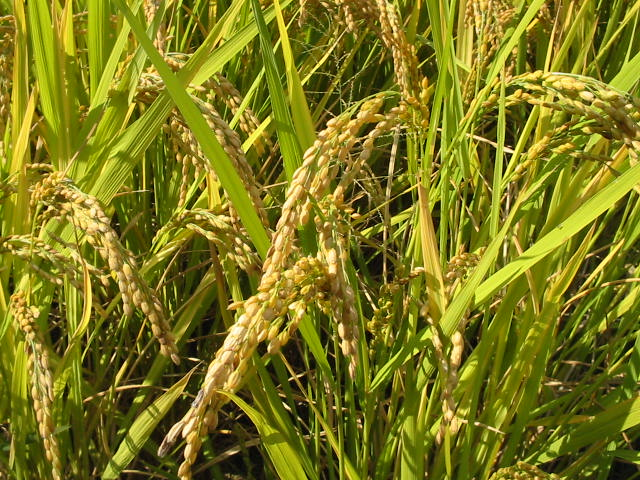
نباتات الأرز
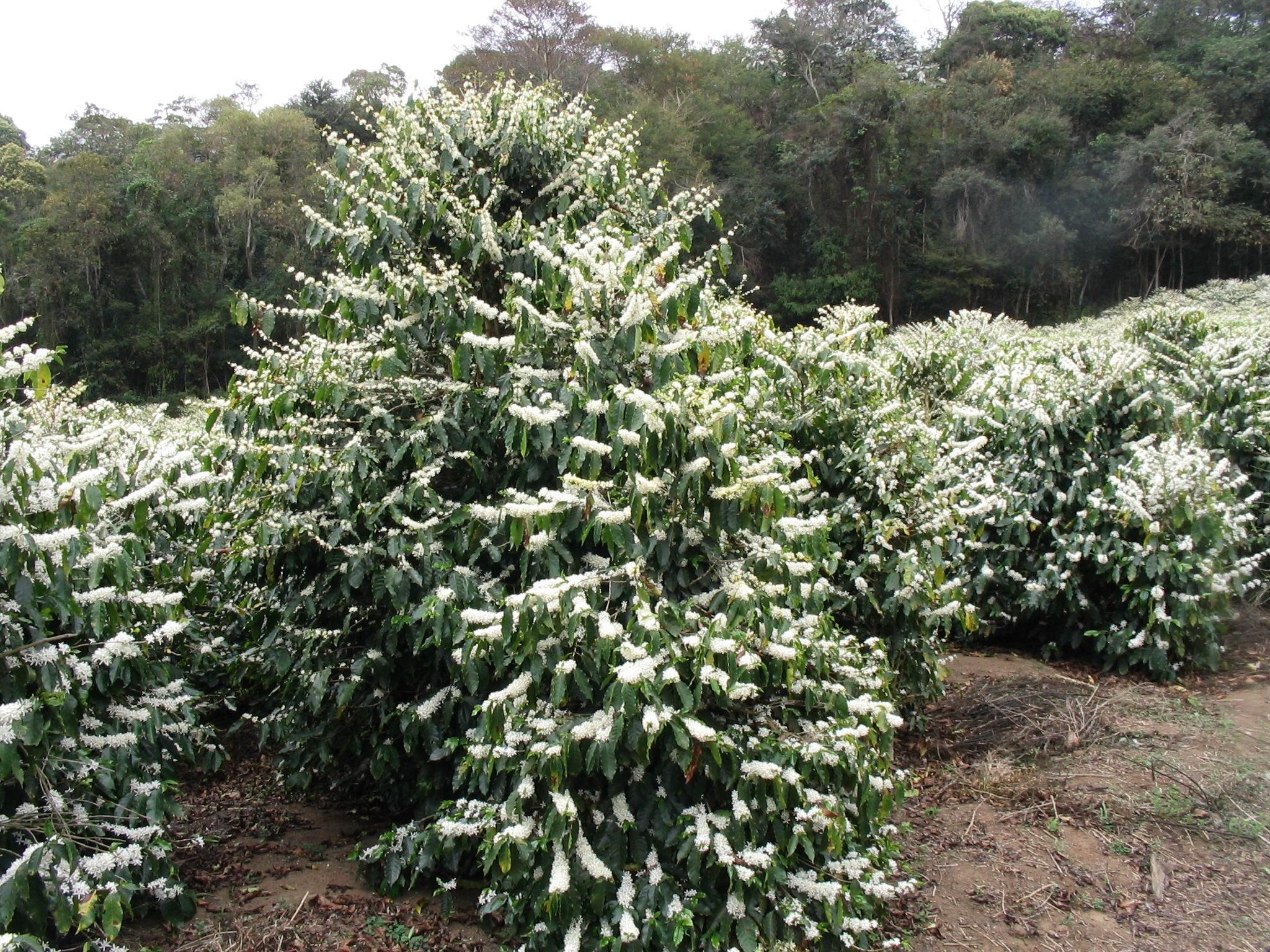
شجرة البن

### العملة
سول الجديد هي عملة بيرو. في عام 1991 تخلت حكومة بيرو عن العملة بسبب التضخم المفرط. ويتمتع سول الجديد بنسبة تضخم منخفضة 1,5%.

## الديموغرافيا
يبلغ تعداد سكان البيرو حوالي 29.5 مليون نسمة مما يضعها في المرتبة الرابعة من حيث عدد السكان في أمريكا الجنوبية. انخفض معدل النمو السكاني من 2.6% إلى 1.6% بين عامي 1950 و 2000 ومن المتوقع أن يصل تعداد السكان إلى ما يقرب من 42 مليون في عام 2050. اعتباراً من عام 2007 كان 75.9% من البيروفيين في المناطق الحضرية و 24.1% في المناطق الريفية. تشمل المدن الرئيسية ليما وهي موطن أكثر من 8 ملايين شخص وأريكويبا وتروخيو وتشيكلايو وبيورا وإكويتوس وكوسكو وشيمبوتي وهوانكايو ويزيد تعداد كل منها عن 250,000 نسمة في تعداد عام 2007. في منطقة الأمازون توجد 16 مجموعة عرقية ولغوية وأكثر من 65 مجموعات عرقية مختلفة. تمتلك البيرو بعد البرازيل وغينيا الجديدة أكبر عدد من القبائل المعزولة في العالم.
بيرو هي بلد متعدد الأعراق ويتكون من اندماج جماعات مختلفة على مدى خمسة قرون. قطن الهنود الحمر أراضي البيرو لعدة آلاف من السنين قبل الغزو الأسباني في القرن السادس عشر. تراجع عدد سكان البلاد من 9 ملايين في تقديرات العشرينات من القرن السادس عشر إلى نحو 600,000 في عام 1620 وذلك أساساً بسبب الأمراض المعدية. كتبت القوانين لحماية السكان الأصليين لكنها غير متبعة دائماً من قبل الحكومة البيروفية أو الشركات مثل بيرينكو وريبسول وبتروبراز الذين يسعون لاستكشاف الموارد الطبيعية في أراضيهم. في عام 1994 صادقت البيرو على القانون الدولي الحالي بشأن السكان الأصليين، اتفاقية الشعوب والقبائل الأصلية عام 1989. وصل الإسبان والأفارقة بأعداد كبيرة تحت الحكم الاستعماري واختلطوا على نطاق واسع مع بعضهم البعض ومع الشعوب الأصلية. بعد الاستقلال كانت هناك هجرة أوروبية تدريجية من انكلترا وفرنسا وألمانيا وإيطاليا وإسبانيا. وصل الصينيون في خمسينيات القرن التاسع عشر واستبدلوا العمال الرقيق وأصبحوا منذ ذلك الحين ذوي تأثير كبير في المجتمع البيروفي. تشمل المجموعات الأخرى من المهاجرين العرب واليابانيين. بالنظر إلى معدل التباين العرقي العالي في بيرو، يمكن تصنيف المجموعات العرقية كالتالي 31-45% من الهنود الأمريكيين و 37% من المستيزو (خليط من الهنود الحمر والأوروبيين) و 15% الأوروبيين و 3% من الأفارقة واليابانيين والصينيين وغيرهم.

### اللغة
الإسبانية هي اللغة الأولى في البلاد ويتحدثها 83.9% من البيروفيين في عام 2007. تتعايش الإسبانية مع العديد من لغات السكان الأصليين وأهمها كيشوا التي يتحدث بها 13.2% من السكان. يتحدث باللغات الأخرى المحلية 2.7% من السكان و 0.1% باللغات الأجنبية في البيرو.

### التعليم

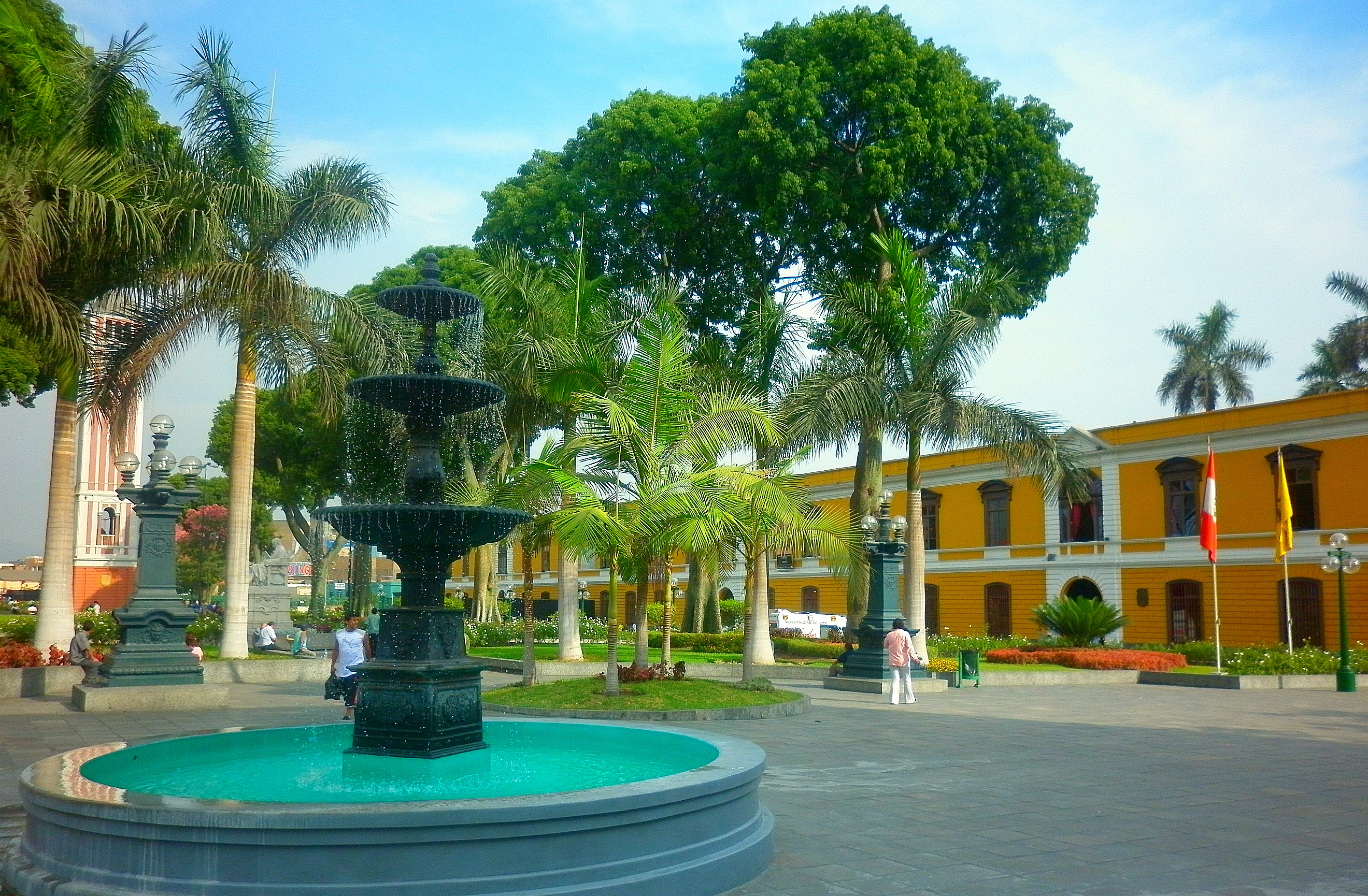
جامعة سان ماركوس الوطنية، في ليما

قُدّر معدل معرفة القراءة والكتابة في بيرو بـ 92.9% عام 2007؛ وهذا المعدل أقل في المناطق الريفية (80.3%) عنه في المناطق الحضرية (96.3%). التعليم الابتدائي والثانوي إلزامي ومجاني في المدارس الحكومية.
تعد بيرو موطنًا لواحدة من أقدم مؤسسات التعليم العالي في العالم الجديد، جامعة سان ماركوس الوطنية، التي تأسست في 12 مايو 1551، أثناء النيابة الملكية على بيرو، هي أول جامعة أسست رسميًا وأقدم جامعة تعمل باستمرار في الأمريكتين.
حلّت بيرو في المرتبة 76 في مؤشر الابتكار العالمي عام 2023، وتقدّمت للمركز 75 في مؤشر عام 2024.

### الصحة
في مجال الرعاية الصحية يوجد تمييز ضد السكان الأصليين. تمتلك بيرو واحدة من أعلى معدلات وفيات الأمهات في الأمريكتين. في الفترة 1996-2006 كان معدل وفيات الرضع 21 من كل 1000 ولادة.

### الدين

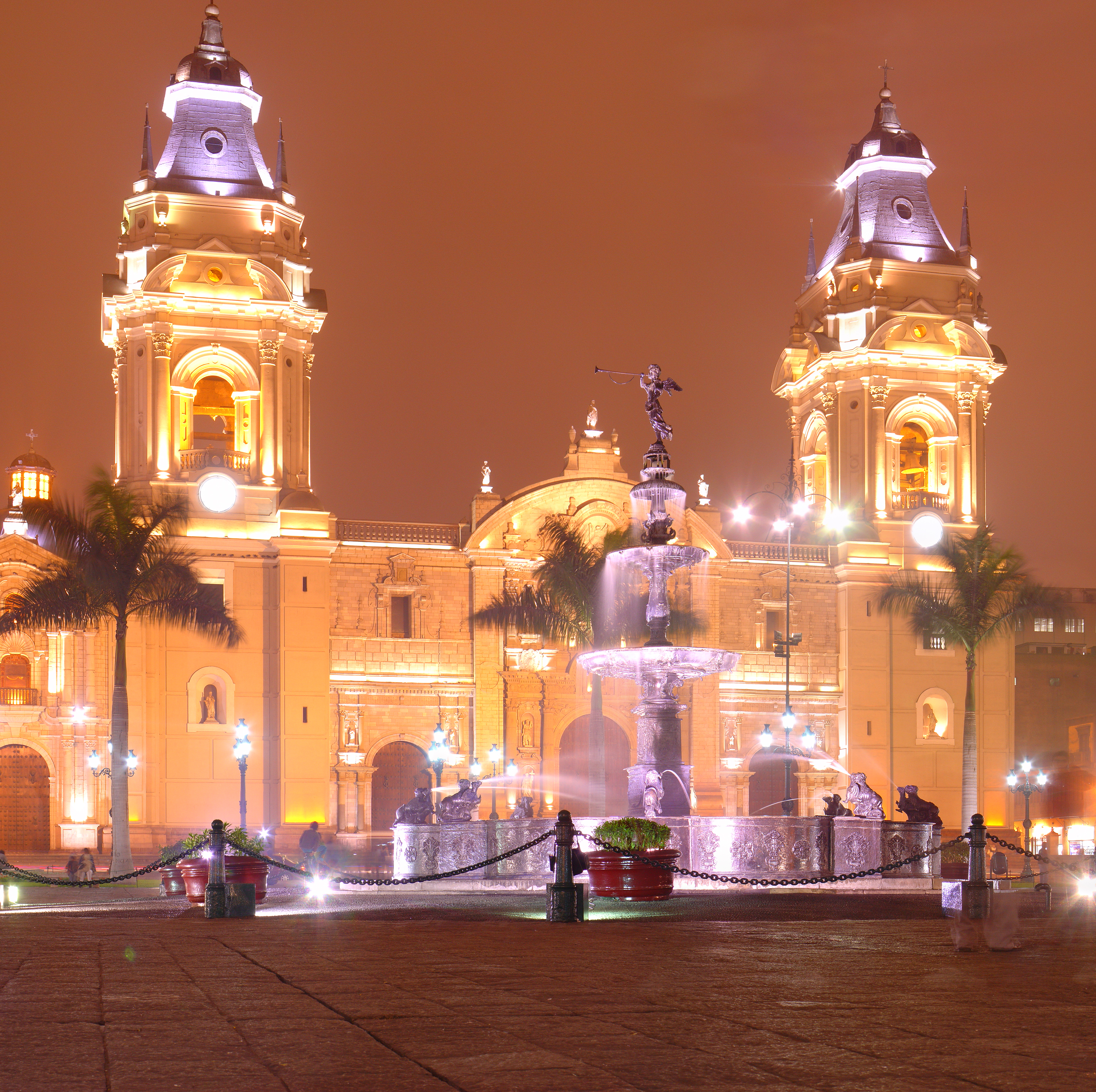
كاتدرائية ليما.

في إحصاء 2007 عرف 81.3% من السكان بعمر أكبر من 12 سنة أنفسهم بأنهم كاثوليك، بينما سمّى 12.5% أنفسهم بالإنجيليين و 3.3% من طوائف أخرى، و 2.9% لا يتبعون أي دين. وعلى الرغم من أن الدستور ينص على الحرية الدينية إلا أن القانون ينص أيضاً على تعليم الدين في المدارس العامة والخاصة وجعل المادة الدينية جزءاً من المناهج الدراسية عبر كامل المراحل الدراسية (ابتدائية وثانوية). الكاثوليكية هي الديانة الوحيدة التي تدرس في المدارس. يضاف إلى ذلك وجود الرموز الدينية المسيحية في أغلب المباني الحكومية والأماكن العامة. توجد أقليات مسلمة في تاكنا وليما.
في القرن السادس عشر كانت تنتشر عبادة الشمس وعناصر الطبيعة ولكن بعد الغزو الأسباني لبيرو أصبح معظمهم يتبعون الكاثوليكية الرومانية.

### الرياضة
كرة القدم هي الرياضة الشعبية في بيرو، وقد تأهل المنتخب البيروفي لكأس العالم لعدة مرات منها:
- 1930[115]
- 1970(الدور ربع النهائي)[116]
- 1978 (الدور ربع النهائي)[117]
- 1982[118]

وتوج المنتخب بكوبا أميركا عامي: 1939 و1975.
وتلعب في بيرو أيضاً كرة الطائرة والرجبي والرماية والتنس والتايكوندو.

### الاتصالات
يبلغ عدد خطوط الهواتف الثابتة في بيرو 2,332,000 خط (2006)، بينما يبلغ عدد الهواتف النقالة 15,417,000 هاتف (2007). أما الإنترنت فقد بلغ عدد زائري الأنترنت في بيرو 271,745 (2008)، وبلغ عدد مستخدمي الإنترنت في بيرو 7,636,400 مليون نسمة (2007))، وبلغ المشتركين في شبكة الإنترنت 707,048 (2008).

### النقل
سيارات الأجرة هي الأسلوب المستحسن للغاية من وسائل النقل داخل الدولة، وخاصة في ليما نظرا لحجم المدينة والفوضى في حركة المرور، وفي بيرو الحافلات فقط في المدن الرئيسية، وهي تتسع إلى 20-40 راكبا، وهناك أيضاً حافلات صغيرة، وتتسع إلى 10 أشخاص، وهي تتحرك بسرعة ورخيصة الثمن، ومع ذلك، فهي ليست آمنة بسبب السرعة العالية.
ويوجد قطارات في بيرو، والشركة المسؤولة عن شبكة السكك الحديدية هي امبريزا ناسيونال دي فروكارلس (تعرف اختصاراً ENAFER) أو الشركة القومية لسكك الحديد، وهناك مترو قيد الإنشاء في العاصمة ليما.

## الثقافة

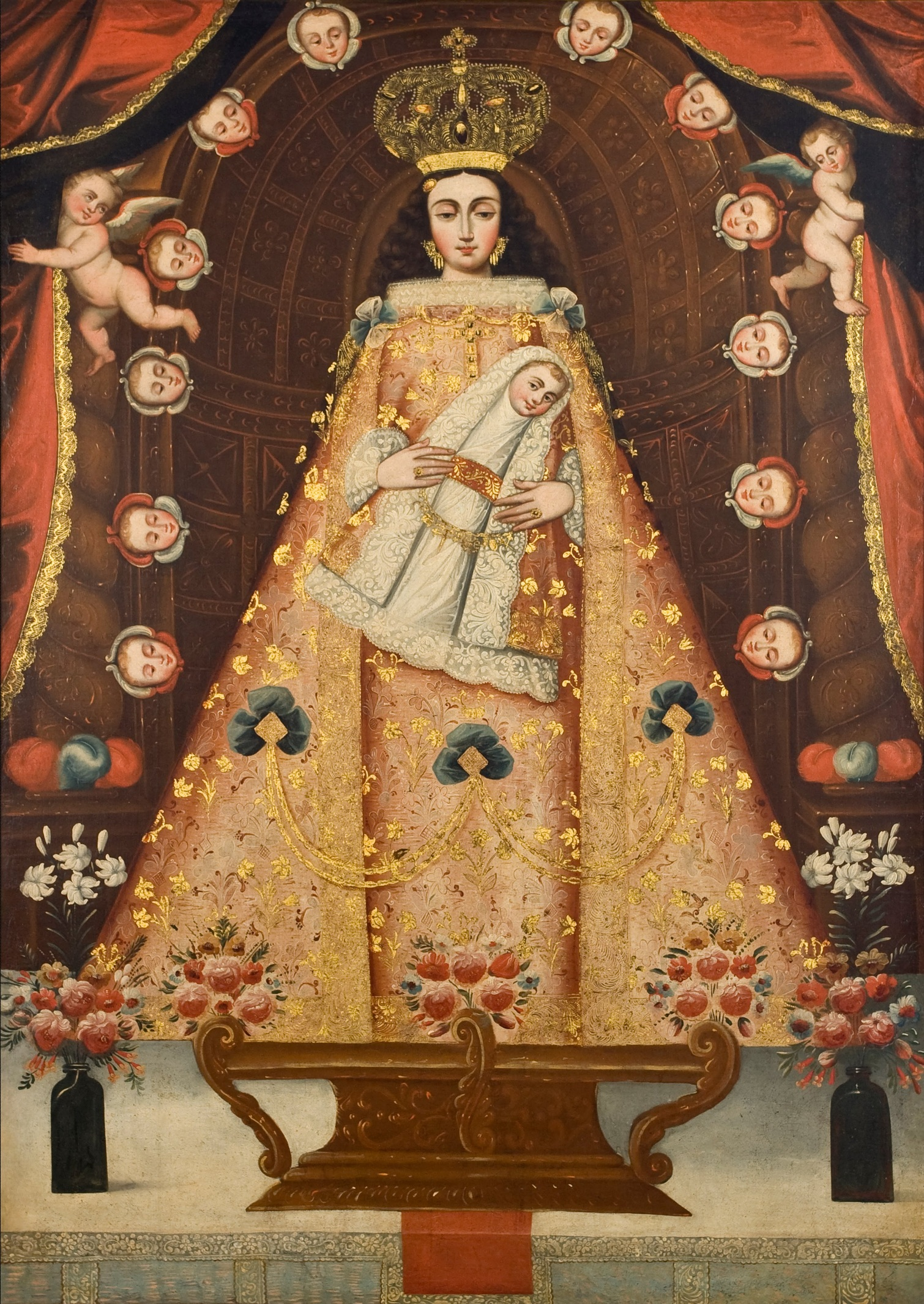
لوحة من مدرسة كوسكو تعود للقرن الثامن عشر

تعود أصول الثقافة البيروفية في المقام الأول إلى تقاليد الأمريكيين الأصليين والإسبان، على الرغم من أنها تأثرت أيضاً بالتقاليد الأفريقية والآسيوية المختلفة إضافة إلى المجموعات العرقية الأوروبية الأخرى. تعود التقاليد الفنية للبيرو إلى صناعة الفخار والنسيج والمجوهرات والنحت للثقافات ما قبل حضارة الإنكا. حافظ الإنكا على هذه الحرف وحققوا أيضاً إنجازات معمارية بما في ذلك بناء ماتشو بيتشو. سيطر الفن الباروكي على فن العمارة الاستعماري رغم ظهور بعض الملامح من الطراز المحلي. ركزت أغلب المواضيع الفنية في هذه المرحلة على المواضيع الدينية كما يتضح في الكنائس التي تعود لتلك الفترة واللوحات الفنية من مدرسة كوسكو. خلدت المحاولات الفنية في سبات بعد الاستقلال حتى ظهور إنديجنسيمو في أوائل القرن العشرين. منذ الخمسينات تحول الفن البيروفي إلى فن انتقائي متأثراً بالتيارات الفنية المحلية والأجنبية.

### الأدب
أدب بيرو له جذوره في التقاليد الشفهية لحضارات ما قبل كولومبوس. قدم الإسبان الكتابة في القرن السادس عشر. شملت المداخلات الأدبية الاستعمارية السجلات والمؤلفات الدينية. بعد الاستقلال أصبحت الواقعية والرومانسية النوعين الأدبيين الأكثر شيوعاً كما هو الحال في أعمال ريكاردو بالما. في أوائل القرن العشرين أنتجت حركة إنديجنسيمو كتاباً مثل سيرو أليجريا وخوسيه ماريا أرغويداس وسيزار فاييخو. خلال النصف الثاني من القرن اشتهر أدب بيرو على نطاق أوسع بسبب كتاب مثل ماريو بارغاس يوسا وهو عضو بارز في ازدهار أدب أمريكا اللاتينية.

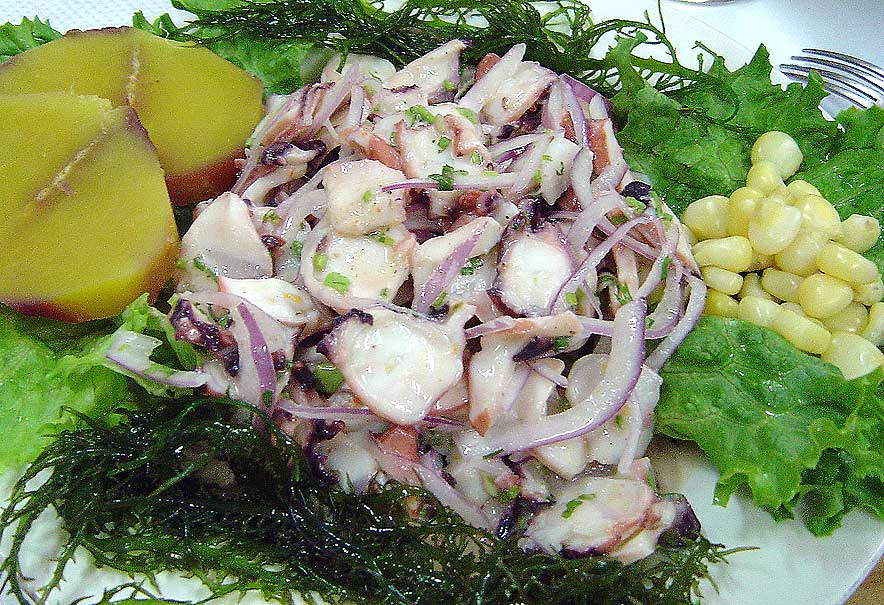
سيفيشي وهو طبق بحري بيروفي.

### المطبخ
يستند المطبخ البيروفي على نظيره الإسباني خلال الفترة الاستعمارية مع مداخلات مختلفة من الأطباق التقليدية للهنود الأمريكيين. توجد في ليما أيضاً تأثيرات طفيفة للمطبخ الأفريقي والصيني والياباني بسبب المهاجرين (الذين يشكلون أقل من ثلاثة في المئة من السكان ويعيش معظمهم في ليما). تم تكييف هذه الأطباق مع موجودات الأسواق المحلية حيث تغيب العديد من المكونات عن الأسواق أو تكون باهظة الأسعار. على سبيل المثال بالرغم من وجود العديد من المطاعم الصينية في جميع أنحاء ليما فإن أيا منها لا يقدم الأطباق الصينية التقليدية. بدلاً من ذلك برز المطبخ المعروف باسم «شيفا» وهو ناجم عن دمج المطبخين. من الأطباق الشائعة أنتيكوشوس وسيفيشي وهوميتاس وباشامانكا. نظراً لتنوع المناخ في بيرو توجد طائفة متنوعة من النباتات والحيوانات المتاحة للطهي.

### الموسيقى
تعود الموسيقى في بيرو إلى أصول أنديزية وإسبانية وأفريقية. في العصور ما قبل الإسبانية تنوعت التعبيرات الموسيقية من منطقة إلى أخرى. أشهر الأدوات الموسيقية حينها قينا وتينيا. أدخل الغزو الإسباني أدوات جديدة مثل القيثارة وكذلك برزت أدوات هجينة مثل شارانغو. من المساهمات الأفريقية في الموسيقى البيروفية الإيقاعات الأفريقية وأداة كاخون وهي آلة نقرية. الرقصات الشعبية في بيرو تشمل مارينيرا وتونديرو ودانزا دي تيخيراس وهويانو وديابلادا.

## التصنيفات الدولية
| منظمات                        | الدراسة                  | ترتيب     |
| ----------------------------- | ------------------------ | --------- |
| معهد الاقتصاد والسلام         | مؤشر السلام العالمي      | 79 من 144 |
| برنامج الأمم المتحدة الإنمائي | مؤشر التنمية البشرية     | 78 من 182 |
| الشفافية الدولية              | مؤشر الفساد              | 75 من 180 |
| المنتدى الاقتصادي العالمي     | تقرير التنافسية العالمية | 78 من 133 |

## وصلات خارجية
حكومية
- (بالإسبانية) الحكومة البيروفية
- (بالإسبانية) دليل مواقع الحكومة البيروفية

عامة
- ملف البلد من أخبار بي.بي.سي
- البيرو من الموسوعة البريطانية
- البيرو من UCB Libraries GovPubs
- وصلات بيرو